# Gmina Bogdanci
Gmina Bogdanci (mac. Општина Богданци) – gmina w południowo-wschodniej Macedonii Północnej.
Graniczy z gminami: Wałandowo od północy, Dojran od wschodu, Gewgelija od zachodu oraz od południa z Grecją.
Skład etniczny
- 92,94% – Macedończycy
- 6,02% – Serbowie
- 0,62% – Turcy
- 0,42% – pozostali

W skład gminy wchodzą:
- miasto: Bogdanci,
- 3 wsie: Dźawato, Selemli, Stojakowo.